# Classe Hill
La classe Hill  est une petite classe de chalutiers militaires  construite pendant la Seconde Guerre mondiale par la Royal Navy.

## Histoire
Les navires ont été conçus pour être utilisés comme navire lutte anti-sous-marine et dragueur de mines. Ils ont été conçus sur le plan d'un chalutier civil de 1937 du chantier naval Cook, Welton & Gemmell de Berkeley.
Deux navires ont été perdus durant les combats : Birdlip et Bredon. Les six autres furent vendus dès 1946.
Un navire, le Othello a  été transféré à la Marine italienne en 1946 et un autre, le Rosalind à la Royal East African Navy au Kenya.

## Les unités
Cook, Welton & Gemmell de Berkeley.
- HMS Bredon (T 223) : 1941-torpillé le 13/6/1944
- HMS Butser (T 219) : 1941-torpillé le 8/2/1943
- HMS Duncton (T 220)
- HMS Dunkery (T 224)
- HMS Inkpen (T 225)
- HMS Portsdown (T 221)
- HMS Yestor (T 222)